# Le Petit Frère (film, 1927, Wilde)
Pour les articles homonymes, voir Le Petit Frère.
Pour plus de détails, voir Fiche technique et Distribution.
Le Petit Frère (titre original : The Kid Brother) est une comédie américaine, en noir et blanc et muet, réalisée par Ted Wilde et J.A. Howe (comme coréalisateur) mais aussi par Harold Lloyd et Lewis Milestone qui ne sont pas crédités, et sortie en 1927.
Cette comédie met en scène le comique Harold Lloyd dans un film qui est considéré comme l'un de ses plus aboutis et qui a rencontré un grand succès au moment de sa sortie. L'intrigue rend hommage à celle du film David l'endurant, réalisé par Henry King en 1921 tout en étant un remake d'un court-métrage de Hal Roach de 1924, The White Sheep.

## Synopsis
Dans la bourgade de Hickoryville, la famille Hickory est une institution (dont le nom même de la ville découle). Le père, Jim, en est le shérif et ses deux grands fils, Leo et Olin, sont d'une force physique incomparable. Seul le petit dernier, Harold, est un peu en retrait, peu musclé, timide et introverti. Toutefois, pour gagner à la fois le respect de son père, accusé à tort de détournement de fonds, et l'amour de la belle Mary, celui-ci va utiliser son intelligence et sa ruse…

## Fiche technique
- Titre : Le Petit Frère
- Titre original : The Kid Brother
- Réalisation : Ted Wilde, J.A. Howe (coréalisateur), Harold Lloyd et Lewis Milestone (non crédités)
- Scénario : John Grey, Lex Neal, Howard J. Green, Ted Wilde, Thomas J. Crizer
- Musique : Don Hulette (1974), Carl Davis (1990)
- Directeur de la photographie : Walter Lundin
- Montage : Allen McNeil
- Direction artistique : Liell K. Vedder
- Production : Harold Lloyd, Jesse L. Lasky, Adolph Zukor, The Harold Lloyd Corporation
- Pays de production :  États-Unis
- Genre : Comédie
- Durée : 84 minutes
- Date de sortie :
  - États-Unis : 17 janvier 1927

## Distribution

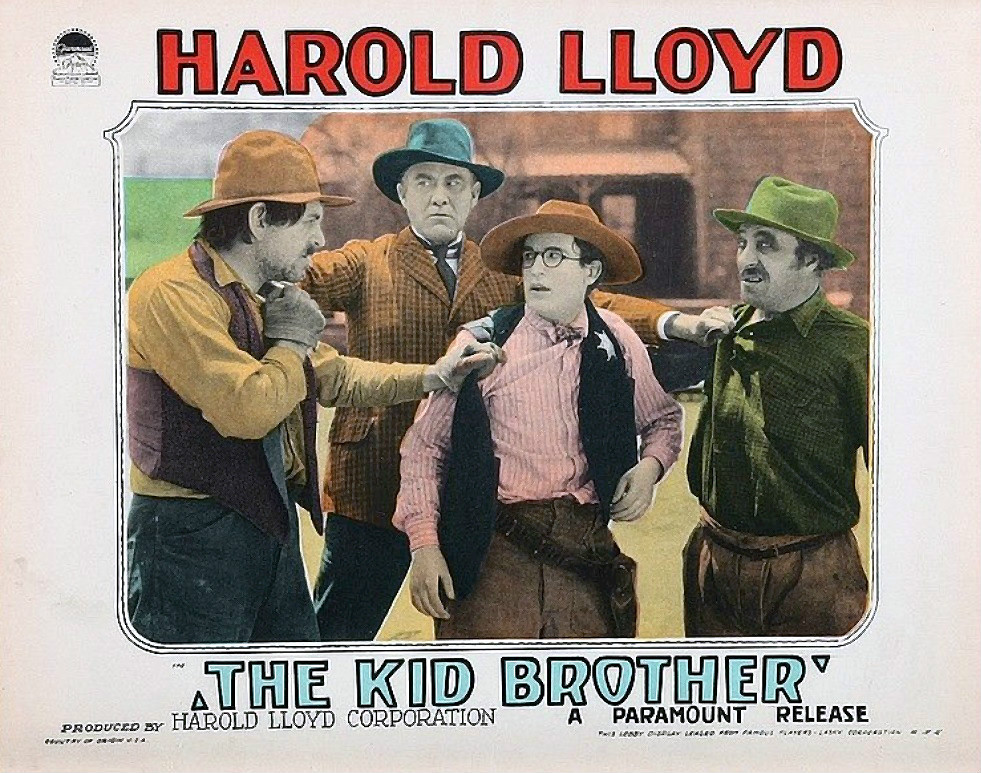
Carte promotionnelle pour le film.

- Harold Lloyd : Harold Hickory
- Jobyna Ralston : Mary Powers
- Walter James : Jim Hickory
- Leo Willis : Leo Hickory
- Olin Francis : Olin Hickory
- Constantine Romanoff : Sandoni
- Eddie Boland : "Flash" Farrell
- Frank Lanning : Sam Hooper
- Ralph Yearsley (en) : Hank Hooper

## Récompenses et distinctions

### Nominations
- Saturn Award 2006 :
  - Saturn Award de la meilleure collection DVD (au sein du coffret Harold Lloyd Collection)